# Hamza Mathlouthi
Hamza Mathlouthi (arab. حمزة المثلولي, ur. 25 lipca 1992 w Zarzounie) – tunezyjski piłkarz grający na pozycji prawego obrońcy. Jest wychowankiem klubu CA Bizertin.

## Kariera klubowa
Swoją karierę piłkarską Mathlouthi rozpoczął w klubie CA Bizertin. W 2010 roku awansował do pierwszego zespołu. W sezonie 2010/2011 zadebiutował w jego barwach w pierwszej lidze tunezyjskiej. W sezonie 2011/2012 wywalczył z nim wicemistrzostwo Tunezji. Z kolei w sezonie 2012/2013 zdobył z nim Puchar Tunezji.
| Sezon   | Klub        | Kraj    | Rozgrywki | Mecze | Gole |
| ------- | ----------- | ------- | --------- | ----- | ---- |
| 2010/11 | CA Bizertin | Tunezja | CLP-1     | 3     | 0    |
| 2011/12 | CA Bizertin | Tunezja | CLP-1     | 24    | 0    |
| 2012/13 | CA Bizertin | Tunezja | CLP-1     | 13    | 0    |
| 2013/14 | CA Bizertin | Tunezja | CLP-1     | 27    | 1    |
| 2014/15 | CA Bizertin | Tunezja | CLP-1     | 27    | 0    |
| 2015/16 | CA Bizertin | Tunezja | CLP-1     |       |      |

## Kariera reprezentacyjna
W reprezentacji Tunezji Mathlouthi zadebiutował 5 marca 2014 w zremisowanym 1:1 towarzyskim meczu z Kolumbią. W 2015 roku został powołany do kadry na Puchar Narodów Afryki 2015. Zagrał na nim w trzech meczach: z Republiką Zielonego Przylądka (1:1), z Demokratyczną Republiką Konga (1:1) oraz w ćwierćfinale z Gwineą Równikową (1:2).